# Martschenspitz
Martschenspitz är en bergstopp i Schweiz.   Den ligger i kantonen Ticino, i den södra delen av landet, 100 km sydost om huvudstaden Bern. Toppen på Martschenspitz är 2 688 meter över havet, eller 275 meter över den omgivande terrängen. Bredden vid basen är 1,1 km.
Terrängen runt Martschenspitz är huvudsakligen mycket bergig. Runt Martschenspitz är det mycket glesbefolkat, med 4 invånare per kvadratkilometer.. Närmaste större samhälle är Cevio, 10,9 km öster om Martschenspitz. 
I omgivningarna runt Martschenspitz växer i huvudsak blandskog.